# Abbosbek Fayzullaev
Abbosbek Saydjon oʻgʻli Fayzullayev (Sirdaryo, Sir Daria, 3 de octubre de 2003) es un futbolista uzbeco. Juega de mediocentro ofensivo y extremo, su equipo actual es el İstanbul Başakşehir Futbol Kulübü de la Superliga de Turquía, máxima categoría del fútbol turco.

## Trayectoria
Debutó como profesional el 26 de abril de 2021, el entrenador Pieter Huistra lo hizo ingresar al minuto 68 para que juegue a nivel internacional en la fase de grupos de la Liga de Campeones de la AFC, jugaron contra Tractor Sazi FC y empataron sin goles. Jugó su primer encuentro con 17 años y la camiseta número 42.
En su primera temporada como profesional disputó un total de 9 partidos. FC Pajtakor Tashkent se coronó campeón del campeonato nacional y logró el segundo puesto en la copa nacional.
Para la temporada siguiente se consolidó como titular y mejoró su nivel. Ganaron la Supercopa y Super Liga, Abbosbek estuvo presente en 26 partidos y convirtió 8 goles.
Tras 41 encuentros disputados y 10 goles convertidos, fue fichado por PFC CSKA Moscú, para jugar en la Liga Premier de Rusia desde la temporada 2023-24.

## Selección nacional
Ha sido internacional con la selección de Uzbekistán en las categorías juveniles sub-19, sub-20 y sub-23, también es considerado por la selección absoluta.

## Estadísticas

### Clubes
Actualizado al último partido citado el 12 de julio de 2025.
| Club                              | Div.          | Temporada     | Liga  | Liga  | Liga   | Copas nacionales | Copas nacionales | Copas nacionales | Copas internacionales | Copas internacionales | Copas internacionales | Total | Total | Total  |
| Club                              | Div.          | Temporada     | Part. | Goles | Asist. | Part.            | Goles            | Asist.           | Part.                 | Goles                 | Asist.                | Part. | Goles | Asist. |
| --------------------------------- | ------------- | ------------- | ----- | ----- | ------ | ---------------- | ---------------- | ---------------- | --------------------- | --------------------- | --------------------- | ----- | ----- | ------ |
| FC Pajtakor Tashkent Uzbekistán   | 1.ª           | 2021          | 6     | 0     | 0      | 1                | 0                | 0                | 2                     | 0                     | 0                     | 9     | 0     | 0      |
| FC Pajtakor Tashkent Uzbekistán   | 1.ª           | 2022          | 21    | 5     | 2      | 2                | 2                | 0                | 3                     | 1                     | 0                     | 26    | 8     | 2      |
| FC Pajtakor Tashkent Uzbekistán   | 1.ª           | 2023          | 6     | 2     | 1      | -                | -                | -                | -                     | -                     | -                     | 6     | 2     | 1      |
| FC Pajtakor Tashkent Uzbekistán   | Total club    | Total club    | 33    | 7     | 3      | 3                | 2                | 0                | 5                     | 1                     | 0                     | 41    | 10    | 3      |
| PFC CSKA Moscú · Rusia            | 1.ª           | 2023-24       | 22    | 4     | 11     | 10               | 1                | 3                | —                     | —                     | —                     | 32    | 5     | 14     |
| PFC CSKA Moscú · Rusia            | 1.ª           | 2024-25       | 27    | 2     | 4      | 12               | 1                | 4                | —                     | —                     | —                     | 39    | 3     | 8      |
| PFC CSKA Moscú · Rusia            | 1.ª           | 2025-26       | -     | -     | -      | 1                | 0                | 0                | —                     | —                     | —                     | 1     | 0     | 0      |
| PFC CSKA Moscú · Rusia            | Total club    | Total club    | 49    | 6     | 15     | 23               | 2                | 7                | 0                     | 0                     | 0                     | 72    | 8     | 22     |
| İstanbul Başakşehir F. K. Turquía | 1.ª           | 2025-26       | 0     | 0     | 0      | -                | -                | -                | -                     | -                     | -                     | 0     | 0     | 0      |
| İstanbul Başakşehir F. K. Turquía | Total club    | Total club    | 0     | 0     | 0      | 0                | 0                | 0                | 0                     | 0                     | 0                     | 0     | 0     | 0      |
| Total carrera                     | Total carrera | Total carrera | 82    | 13    | 18     | 26               | 4                | 7                | 5                     | 1                     | 0                     | 113   | 18    | 25     |
| 1. 2.                             |               |               |       |       |        |                  |                  |                  |                       |                       |                       |       |       |        |

### Selección
Actualizado al último partido citado el 10 de junio de 2025.
| Selección           | Temporada         | Continental | Continental | Continental | Mundial | Mundial | Mundial | Amistosos | Amistosos | Amistosos | Total | Total | Total  |
| Selección           | Temporada         | Part.       | Goles       | Asist.      | Part.   | Goles   | Asist.  | Part.     | Goles     | Asist.    | Part. | Goles | Asist. |
| ------------------- | ----------------- | ----------- | ----------- | ----------- | ------- | ------- | ------- | --------- | --------- | --------- | ----- | ----- | ------ |
| Sub-19 Uzbekistán   | 2022-23           | —           | —           | —           | —       | —       | —       | 1         | 1         | 0         | 1     | 1     | 0      |
| Sub-19 Uzbekistán   | Total sel.        | 0           | 0           | 0           | 0       | 0       | 0       | 1         | 1         | 0         | 1     | 1     | 0      |
| Sub-20 Uzbekistán   | 2022-23           | 6           | 1           | 2           | 4       | 1       | 1       | 7         | 3         | 0         | 17    | 5     | 3      |
| Sub-20 Uzbekistán   | Total sel.        | 6           | 1           | 2           | 4       | 1       | 1       | 7         | 3         | 0         | 17    | 5     | 3      |
| Sub-23 Uzbekistán   | 2021-22           | 6           | 0           | 0           | —       | —       | —       | 2         | 1         | 0         | 8     | 1     | 0      |
| Sub-23 Uzbekistán   | 2023-24           | 6           | 2           | 2           | 3       | 0       | 0       | -         | -         | -         | 9     | 2     | 2      |
| Sub-23 Uzbekistán   | Total sel.        | 12          | 2           | 2           | 3       | 0       | 0       | 2         | 1         | 0         | 17    | 3     | 2      |
| Absoluta Uzbekistán | 2023              | 5           | 1           | 0           | —       | —       | —       | 3         | 1         | 0         | 8     | 2     | 0      |
| Absoluta Uzbekistán | 2024              | 15          | 5           | 1           | —       | —       | —       | -         | -         | -         | 15    | 5     | 1      |
| Absoluta Uzbekistán | 2025              | 4           | 1           | 1           | —       | —       | —       | -         | -         | -         | 4     | 1     | 1      |
| Absoluta Uzbekistán | Total sel.        | 24          | 7           | 2           | 0       | 0       | 0       | 3         | 1         | 0         | 27    | 8     | 2      |
| Total selecciones   | Total selecciones | 42          | 10          | 6           | 7       | 1       | 1       | 13        | 6         | 0         | 62    | 17    | 7      |
| 1. 2.               |                   |             |             |             |         |         |         |           |           |           |       |       |        |

## Palmarés

### Títulos internacionales
| Título                         | Equipo                  | Sede       | Año  |
| ------------------------------ | ----------------------- | ---------- | ---- |
| Copa Asiática Sub-20 de la AFC | Selección de Uzbekistán | Uzbekistán | 2023 |

### Títulos nacionales
| Título                   | Equipo               | País       | Año  |
| ------------------------ | -------------------- | ---------- | ---- |
| Super Liga de Uzbekistán | FC Pajtakor Tashkent | Uzbekistán | 2021 |
| Supercopa de Uzbekistán  | FC Pajtakor Tashkent | Uzbekistán | 2022 |
| Super Liga de Uzbekistán | FC Pajtakor Tashkent | Uzbekistán | 2022 |
| Copa de Rusia            | P. F. C. CSKA Moscú  | Rusia      | 2025 |
| Supercopa de Rusia       | P. F. C. CSKA Moscú  | Rusia      | 2025 |

### Distinciones individuales
| Distinción                                               | Año  |
| -------------------------------------------------------- | ---- |
| Mejor jugador de la Copa Asiática Sub-20 de la AFC       | 2023 |
| Nominado como mejor jugador sub-20 del año para la IFFHS | 2023 |
| Futbolista del año en Uzbekistán                         | 2023 |
| Futbolista del año en Uzbekistán                         | 2024 |